# Pueblo Canario Unido
Pueblo Canario Unido (PCU) fue una coalición electoral canaria formada por Células Comunistas y el Partido Comunista Canario-provisional (PCC[p]), dirigida por Fernando Sagaseta y Carlos Suárez. Recibió apoyo de un arco político bastante variado (desde el MPAIAC hasta la extrema izquierda) y su programa se basaba en:
- Derecho del pueblo canario a decidir soberanamente su futuro entre las diferentes opciones posibles. Gobierno provisional y proceso constituyente. Derecho a la autodeterminación.
- Programa político antifascista que aboga por las plenas libertades políticas para todo el Estado español, por una amnistía total y por un proceso constituyente a nivel de Estado.
- Alternativa económica antioligárquica y antiimperialista. Voluntad de movilizar las masas y colaborar en la gestación de organismos populares que defiendan sus intereses.
- Medidas sociales orientadas a mejorar de manera inmediata las condiciones de existencia de la clase obrera y del conjunto de las capas populares.

En las elecciones generales españolas de 1977 solo se presentó a la provincia de Las Palmas y obtuvo 17 717 votos (la tercera fuerza más votada), pero no obtuvo representación. En las elecciones generales españolas de 1979, habiendo sido ilegalizada la candidatura de PCU debido a ser considerada "anticonstitucional", las organizaciones y militantes que formaban parte de PCU, junto con el Partido de Unificación Comunista de Canarias (que se había presentado en coalición con otros partidos menores a la provincia de Santa Cruz de Tenerife) y algunas organizaciones socialistas autonomistas, creó Unión del Pueblo Canario. La formación de UPC trajo consigo discrepancias en el seno de PCU al considerar un sector que la organización se estaba moderando hacia posicionamientos autonomistas, con lo que dicho sector, denominado "radicales de base", se esciende de PCU y se fracciona en distintas organizaciones.
- Se consideran sucesor de Pueblo Canario Unido:
  - Nueva Canarias-Bloque Canarista (NC-BC; también conocido como NCa)), principalmente.